# سلوبودان سوبوتيتش
سلوبودان سوبوتيتش (باليونانية: Λευτέρης Σούμποτιτς)‏ مواليد 15 أغسطس 1956 في جمهورية يوغوسلافيا الاشتراكية الاتحادية، هو مدرب كرة سلة يوناني ولاعب سابق. بدأ مسيرته الاحترافية في سنة 1975. يبلغ طوله 6 قدم 7.5 بوصة (2.0 م). اعتزل اللعب في 1993. لعب مع نادي أوليمبيا لكرة السلة ونادي أريس لكرة السلة.

## الإنجازات

### كلاعب
- كأس اليونان لكرة السلة : (1987، 1988، 1989، 1990، 1992)
- الدوري اليوناني لكرة السلة : (1986–87، 1987–88، 1988–89، 1989–90، 1990–91)

### كمدرب
- كأس كوراتش لكرة السلة : (1996–97)
- الدوري اليوناني لكرة السلة : (1997–98، 1998–99)
- كأس اليونان لكرة السلة : (2002)
- الدوري اللبناني لكرة السلة : (2013–14، 2014–15)